# Niolamia

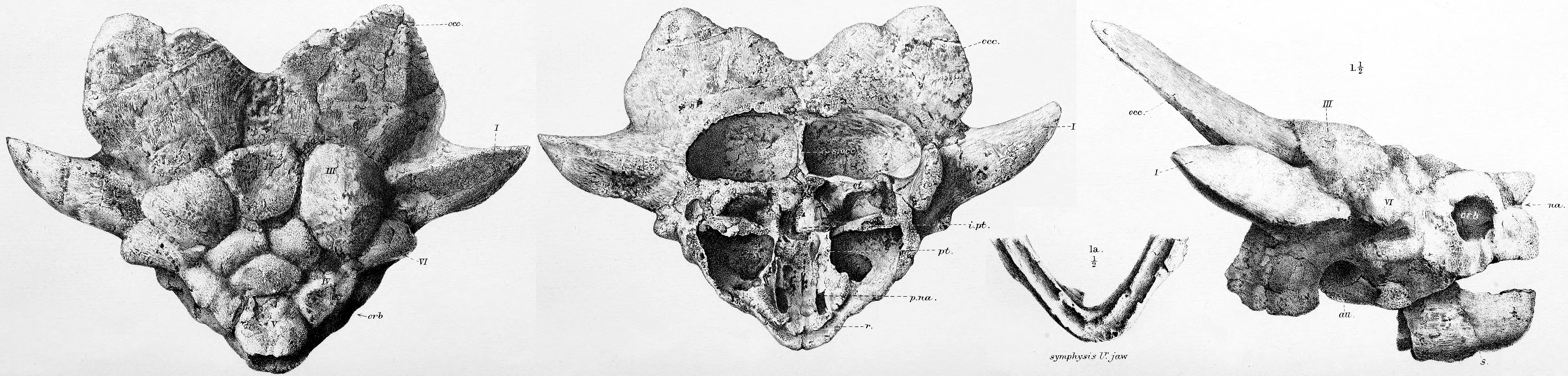
Schädel von N. argentina in von oben und von der Seite, nach Woodward, 1901

 Niolamia  ist eine Schildkrötengattung in der Gruppe der ausgestorbenen Meiolaniidae aus dem Paläogen von Patagonien (Südamerika). Die einzige bekannte Art der monotypischen Gattung ist Niolamia argentina.

## Etymologie und Forschungsgeschichte
Gattung und Typusart wurden 1899 erstmals von Florentino Ameghino wissenschaftlich beschrieben und benannt.
Der Artzusatz „argentina“ bezieht sich offensichtlich auf den Fundort in Patagonien. Die Bedeutung des Gattungsnamens Niolamia ist unklar. Wahrscheinlich handelt es sich in der Erstbeschreibung um einen schlichten Schreibfehler und es war eigentlich „Miolania“, ein Synonym für Meiolania, gemeint.
Die kurze Notiz von Ameghino entspricht streng genommen nicht den formalen Anforderungen an eine paläozoologische Erstbeschreibung. Abgesehen von der vermutlich missglückten Namensgebung fehlen genaue und nachvollziehbare Angaben zum Fundort. Als Fundschicht wird die „Guaranitic-Formation“ im Gebiet um den Río Sehuen und den Río Chubut angegeben. Es wird weder ein Holotypus genannt noch eine Abbildung beigefügt. Die anatomische Analyse beschränkt sich auf das Aufzeigen von Ähnlichkeiten mit Meiolania platyceps und die kurze Erwähnung von besonders stark ausgeprägten Fortsätzen im Schädelbereich. Den Fund schreibt Ameghino seinem Bruder Carlos zu.
Etwas später, noch im selben Jahr 1899, veröffentlicht Francisco P. Moreno, damals Direktor des La-Plata-Museums (Museo de La Plata – MLP), eine kurze Beschreibung, die sich offensichtlich auf dasselbe Fossilmaterial bezieht. Er weist den Fund einem Mitarbeiter seines Museums (Santiago Roth) zu und ordnet ihn in die Gattung „Miolania“ (= Meiolania) ein. Moreno fügt seinem Bericht zwar eine Abbildung des Schädels bei, eine detaillierte Beschreibung diagnostischer Merkmale liefert aber auch er nicht.
Die Unzulänglichkeiten in der Anfangsphase der Forschungsgeschichte von Niolamia sind, zumindest teilweise, auf einen scharfen Konkurrenzkampf zwischen den Arbeitsgruppen von Ameghino und Moreno zurückzuführen. Der Konflikt unter den argentinischen Paläontologen des ausgehenden 19. Jahrhunderts war den weit bekannteren „Bone Wars“ ihrer nordamerikanischen Kollegen Marsh und Cope, einige Jahre zuvor, an Heftigkeit wohl ebenbürtig.
Erst zwei Jahre später, 1901, liefert Arthur Smith Woodward eine erste detailliertere Beschreibung und entsprechende Abbildungen des argentinischen Fundmaterials (ein Schädel, ein Unterkiefer, beide Schulterblätter, Teile des Carapax und ein Schwanzring). Woodward verwendet die Bezeichnung „Miolania argentina“ und bezieht sich dabei auf Ameghino, 1899. Die Funde schreibt er allerdings, im Sinne Morenos, Santiago Roth zu. Als Fundschicht gibt er „... eine [im Norden Patagoniens] weit verbreitete Formation roter Sandsteine von vermutlich kreidezeitlichem Alter ...“ (Woodward, 1901: ) an.
George Gaylord Simpson beschreibt 1938 erstmals die ebenfalls gehörnte Schildkröte „Crossochelys corniger“ aus der eozänen Casamayor-Formation der Provinz Chubut und beurteilt in diesem Zusammenhang das von Woodward 1901 beschriebene Fossilmaterial erneut. Simpson bezeichnet das Taxon wiederum im Sinne Ameghinos als Niolamia argentina und weist ihm erstmals den von Woodward 1901 beschriebenen Schädel am La-Plata-Museum (MLP 26-40) als Neotypus zu. Des Weiteren zeigt er auf, dass die von Ameghino propagierte „Guaranitic-Formation“ keineswegs ausschließlich aus Sedimenten der Oberkreide besteht, sondern auch aus Ablagerungen des Paläogens; darunter auch die Casamayor-Formation (heute Sarmiento-Formation) aus der seine „Crossochelys corniger“ stammt. Simpson deckt weitere Widersprüchlichkeiten in Ameghinos Bericht auf und kommt zu dem Schluss, dass sich nicht mehr nachvollziehen lässt, ob Niolamia nun aus der Kreide oder aus dem Paläogen oder etwa gar aus beiden Systemen stammt.
Einige Klarheit erbrachte erst eine komplette Neubearbeitung des vorhandenen Fossilmaterials durch Juliana Sterli und Marcelo S. de la Fuente 2011. Diese Analyse erbrachte zwei überraschende Ergebnisse:
- In der Nasenhöhle des Neotypus konnten noch Reste des Gesteins der ursprünglichen Fundschicht geborgen und als weißlicher Tuff identifiziert werden. Solche Gesteine sind in den kreidezeitlichen roten Sandsteinen der Gegend, wie von Woodward 1901 angedeutet, jedoch nicht vorhanden, dafür aber in den darüber liegenden paläogenen Sedimenten weit verbreitet.
- Ein genauerer Vergleich mit dem Fossilmaterial von „Crossochelys corniger“ zeigt, dass keine Unterschiede vorliegen, die sich nicht auch als Unterschiede auf individueller Ebene deuten lassen. Sterli & de la Fuente, 2011[2] interpretieren „Crossochelys corniger“ als konspezifisch (identisch) mit Niolamia argentina. Das Taxon „Crossochelys corniger“ wäre damit als jüngeres Synonym zu betrachten.

In weiterer Folge entwickeln Sterli & de la Fuente, 2013, aufbauend auf die Arbeiten von Simpson, 1938 und Gaffney, 1996 ein System zur Unterscheidung einzelner Vertreter der Meiolaniformes anhand von Form, Größe und Verteilung der verknöcherten Hornschuppen („Scuta“) im Schädelbereich. Eine ausführliche Zusammenfassung zum aktuellen Forschungsstand bietet Sterli, 2015.
2017 veröffentlichten Paulina-Carabajal et al. die Ergebnisse von CT-Scans an den Schädeln mehrerer Vertreter der Meiolaniidae, darunter auch am Neotypus von N. argentina.

## Merkmale
(Nach Sterli, 2015)
Niolamia zeigt, mit Ausnahme der typischen Schwanzkeule, alle Merkmale eines Vertreters der Meiolaniidae:
- Ein Kontakt zwischen dem Os quadratojugale und dem Schuppenbein unterhalb der Paukenhöhle
- Markante dornartige Fortsätze am Schuppenbein
- Ein Antrum postoticum, eine charakteristische Einbuchtung am Quadratum, fehlt
- Eine schlitzförmige Öffnung für die Gaumenarterie im Flügelbein
- Die Öffnung für den Canalis caroticus internus wird durch das Flügelbein gebildet und zeigt einen knöchernen Belag hinter der Aufspaltung der Arterie
- Gepanzerte Ringe (und eine keulenförmige Verdickung) am Schwanz

### Merkmale auf Gattungsebene
Der Carapax von Niolamia ist zwar nur sehr fragmentarisch erhalten, kann aber auf eine Gesamtlänge von rund 1,2 m geschätzt werden.
Niolamia besaß an Kopf, Schwanz und Carapax dornartige Fortsätze und Stacheln, die vermutlich zur Abwehr von Feinden dienten. Am Kopf saßen zwei große Hörner. Vor allem anhand der verknöcherten Hornschuppen am Schädel kann man Niolamia von verwandten Formen unterscheiden (zur leichteren Verständlichkeit sind die entsprechenden Bezeichnungen, soweit möglich, in der Abbildung oben nach Woodward, 1901 in Klammer mit angegeben):
- Die „A-Schuppe“ („occ.“) ist signifikant vergrößert und dient dem Schutz des Nackens
- Die annähernd rechteckige (bei den verwandten Formen rautenförmige) „X-Schuppe“ („II“) steht in Kontakt mit der „A-Schuppe“ (bei anderen Vertretern der Meiolaniidae ist diese Schuppe von den „D-Schuppen“ („III“) und den „G-Schuppen“ umgeben und berührt die „A-Schuppe“ nicht)
- Die paarigen „D-Schuppen“ („III“) werden vollständig von der „X-Schuppe“ („II“) voneinander getrennt und berühren sich nicht an der Mittellinie
- „H-Schuppen“ sind nicht vorhanden
- Die „D-Schuppen“ („III“) stehen dementsprechend in Kontakt mit den „F-Schuppen“ („IV“); bei anderen Formen liegen hier die „H-Schuppen“ dazwischen
- Ein großer, seitlich und nach hinten abstehender Fortsatz an der „B-Schuppe“ („I“); „B-Horn“

Als weitere gattungstypische Merkmale werden genannt:
- Die Reibfläche zwischen den zahnlosen Ober- und Unterkiefern ist einfach strukturiert, mit jeweils nur einem Labial- (lippenseitigen) und einem Lingual- (zungenseitigen) Rücken
- Die äußere Nasenöffnung ist ungeteilt
- Ein nasomaxillärer Sinus, eine paarige Ausbuchtung der Nasenvorkammer wie bei Meiolania platyceps, fehlt
- Posterolaterale (seitlich hinten liegende) Stacheln am Außenrand des Carapax
- Supracaudalschild vorhanden
- Eine breite Einbuchtung im Bereich des Pygale

## Lebensraum und Lebensweise
Niolamia pflegte vermutlich eine rein terrestrische Lebensweise. Da jedoch keine Informationen zur Form der Gliedmaßen, insbesondere der Vordergliedmaßen, vorliegen, stützt sich diese Vermutung rein auf Vergleiche mit der vollständiger bekannten Gattung Meiolania. Die stark vergrößerte Nasenhöhle und der deutlich angesetzte Nasenvorraum der Gattung weisen Ähnlichkeit zu denen einiger heutiger wasserlebender Schildkröten mit schnorchelartigen Nasen auf, lassen sich allerdings auch als Anpassung an ein Leben in ariden Wüstengebieten interpretieren.
Über die Ernährungsweise lassen sich keine gesicherten Angaben machen.